# Fo Guang Shan
Fo Guang Shan is een Chinees boeddhistische organisatie en een orde van de Mahayana traditie. Ze heeft internationale bekendheid bereikt. De orde start en leidt wereldwijd tempels en groepen.
De hoofdzetel van Fo Guang Shan bevindt zich in Kaohsiung (Taiwan) en is het grootste boeddhistische klooster in de Republiek China (Taiwan).

## Directeuren van Fo Guang Shan
- Hsing Yun (1967-1985)
- Hsin Ping (1985-1995)
- Hsin Ting (1995-2005)
- Hsin Pei (2005-)

## Lijst van Fo Guang Shanwerken

### Tempels

#### Azië
- Pu Men Temple (Taipei, Taiwan)
- Pu Hsien Temple (Kaohsiung, Taiwan)
- Fo Hsiang Jin Sha Temple (Kowloon, Hongkong)
- BLIA Hong Kong (Wan Chai, Hongkong)
- I.B.P.S. Macau (Rua De Silva Mendes, Macau)
- Hoeh Beng Temple (Kuala Lumpur, Maleisië)
- F.G.S. Cheras Buddhist Missionary (Kuala Lumpur, Maleisië)
- F.G.S. Sentul Meditation Centre (Kuala Lumpur, Maleisië)
- Leong Hua Temple (Selangor, Maleisië)
- Ching Ling Tong (Selangor, Maleisië)
- Fo Guang Publications Sdn. Bhd. (Selangor, Maleisië)
- Dong Zen Temple (Kuala Langat, Maleisië)
- F.G.S. Cheng Lin Thong (Petaling Jaya, Maleisië)
- Persatuan Kebajikan Agama Buddha (Petaling Jaya, Maleisië)
- Zen Delight (Klang, Maleisië)
- Nam Fang Buddhist Missionary (Klang, Maleisië)
- I.B.P.S. Sekinchan (Sekinchan, Maleisië)
- Telok (Telok, Maleisië)
- Setapak (Setapak, Maleisië)
- Fo Guang Buddhist Centre (Negeri, Maleisië)
- Bahau (Bahau, Maleisië)
- Ipoh (Ipoh, Maleisië)
- Fo Guang Buddhist Centre (Penang, Maleisië)
- Kuantan (Kuantan, Maleisië)
- Persatuan Penganut Ugama Buddha Fo Guang Johor Bahru (Johor Bahru, Maleisië)
- F.G.S. Sabah Meditation Society (Kota Kinabalu, Maleisië)
- Motosu Temple (Ben Xi Temple) (Motosu, Japan)
- I.B.P.S. Nagoya (Nagoya, Japan)
- I.B.P.S. Osaka (Osaka, Japan)
- I.B.P.S. Bokuen (Bokuen, Japan)
- I.B.P.S. Tokyo (Tokio, Japan)
- I.B.P.S. Ikaho (Ikaho, Japan)
- I.B.P.S. Seoul (Seoel, Korea)
- IBPS Manila (Manilla, Filipijnen)
- Ongpin Fo Guang Yuen (Manilla, Filipijnen)
- Harrison Fo Guang Yuan (Manilla, Filipijnen)
- Chu Un Temple (Cebu, Filipijnen)
- Yuan Thong Temple (Bacolod, Filipijnen)
- Bacolod Fo Guang Yuan (Bacolod, Filipijnen)
- Iloilo Fo Guang Yuan (Iloilo City, Filipijnen)
- Fo Guang Shan (Singapore) (Singapore)
- Fo Kuang Shan Calcutta Buddhist Centre (Kolkata, India)
- I.B.P.S. Bangkok (Bangkok, Thailand)

#### Noord-Amerika
- Hsi Laitempel (VS, Hacienda Heights)
- Hsi Fang Temple (VS, San Diego)
- American Buddhist Cultural Association/American Buddhist Cultural Society (VS, San Francisco)
- Guam Buddhism Society (VS, Guam)
- Lian Hua Temple (VS, Las Vegas)
- Guang Mingtempel (VS, Orlando)
- San Bao Temple (VS, San Francisco)
- Chung Mei Temple (VS, Houston)
- Light of Buddha Temple (VS, Oakland)
- Greater Boston Buddhist Cultural Center (VS, Cambridge)
- International Buddhist Progress Society Edmonton (Canada, Edmonton)
- Fo Guang Shan Temple of Toronto (Canada, Toronto)
- BLIA Vancouver (Canada, Richmond)
- NJ Buddhist Culture Center (VS, Edison)
- IBPS New York (VS, New York)
- BLIA Dallas (VS, Dallas)
- Buddha's Light Young Adult Division of Dallas (VS, Dallas)
- International Buddhist Progress Society (VS, Austin)
- BLIA North Carolina (VS, Raleigh)
- Fo Guang Shan St. Louis Buddhist Center (VS, Saint Louis)
- Hawaii Buddhist Cultural Society (VS, Honolulu)
- IBPS Vancouver (Canada, Vancouver)
- IBPS Edmonton (Canada, Edmonton)
- IBPS Ottawa (Canada, Ottawa)
- IBPS Montreal (Canada, Montreal)
- IBPS Toronto (Canada, Toronto)
- I.B.P.S. Costa Rica (Costa Rica, San Jose (Costa Rica))

#### Zuid-Amerika
- Templo Zu Lai/IBPS Do Brasil, (Brazilië, Cotia, São Paulo) (Zuid-Amerikaanse hoofdkwartier)
- IBPS Rio De Janeiro (Brazilië, Rio de Janeiro)
- Fo Guang Shan (Recife) (Brazilië, Olinda)
- IBPS Paraguay (Paraguay, Ciudad Del Este)
- I.B.P.S. Asuncion (Paraguay, Asuncion)
- Templo Fo Guang Shan Chile/I.B.P.S. Chile (Chili)
- Templo Fo Guang Shan Argentina/I.B.P.S. Argentina (Argentinië, Buenos Aires)

#### Europa

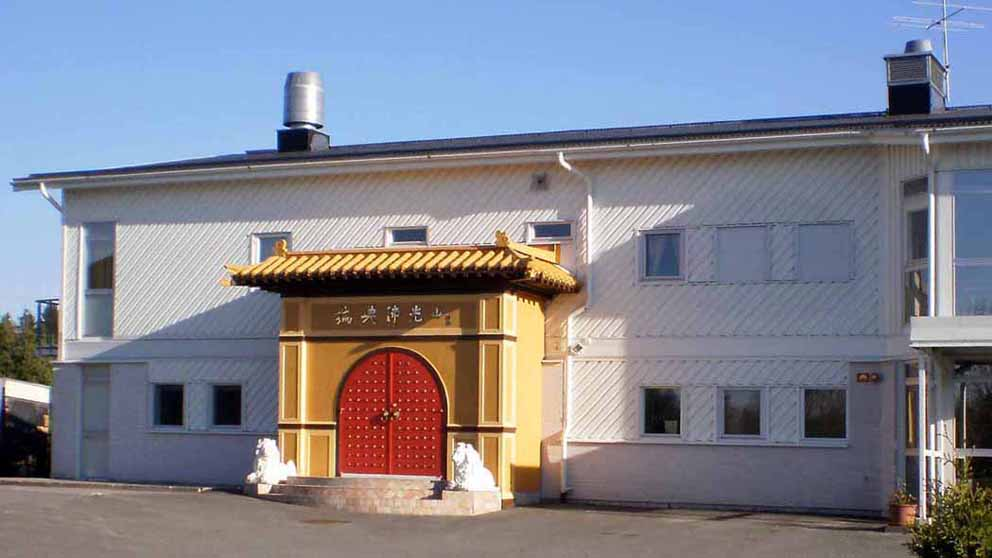
IBPS Sweden

- He Hua tempel/I.B.P.S. Holland (Amsterdam, Nederland)
- IBPS Belgium (Antwerpen, België)
- Fo-Guang-Shan-Tempel Berlin (Berlijn, Duitsland)
- Intern Buddha Kulturverein (Düsseldorf, Duitsland)
- Fo-Guang-Shan-Tempel Frankfurt e.V./Fo Guang Shan Meditation Zentrum (Frankfurt am Main, Duitsland)
- Fo-guang-shan Fo-guang-yuen (München, Duitsland)
- IBPS Paris (Frankrijk, Bussy-Saint-Georges, Parijs)
- Paris Vihara Fo Guang Shan (Frankrijk, Château Launoy, Renault, Parijs)
- London Fo Guang Shan Temple  (Londen, Groot-Brittannië)
- Manchester Fo Guang Shan Temple (Manchester, Groot-Brittannië)
- Geneve - Centre de Conference Bouddhique (Genève, Zwitserland) (Europese hoofdkwartier)
- I.B.P.S. Switzerland (Gelfingen, Zwitserland)
- Fo Guang Shan Vienna (Wenen, Oostenrijk)
- IBPS Sweden (Stockholm, Zweden)
- Malmo Buddha Light Center (Malmö, Zweden)
- IBPS Spain (Madrid, Spanje)
- I.B.P.S Portugal Associacao Internacional Buddha's Light de Lisboa/Templo Fo Guang Shan Portugal-Associacao (Lissabon, Portugal)

#### Afrika
- Nan Hua Temple (Bronkhorstspruit, Zuid-Afrika)
- Benoni Cultural Centre (Benoni, Zuid-Afrika)
- Durban Meditation Centre (Durban North, Zuid-Afrika)
- Newcastle Meditation Centre (Newcastle (KwaZulu-Natal), Zuid-Afrika)
- BLIA Bloemfontein Meditation Centre (Bloemfontein, Zuid-Afrika)
- Cape Town Cultural Centre (Kaapstad, Zuid-Afrika)
- Pu Jiue Temple (Cyrildene, Johannesburg, Zuid-Afrika)
- Ladybrand Miao Jue Temple (Ladybrand, Zuid-Afrika)
- Amitofo Care Centre Malawi (Limbe, Malawi)
- Guan-Yin Temple (Tie-Tie District, Congo)

#### Oceanië
- Nan Tien Temple (Wollongong, Australië)
- Chung Tian Temple (Brisbane, Australië)
- Fo Guang Shan (Western Australia) (Perth, Australië)
- I.B.A.A. Parramatta (Parramatta, Australië)
- I.B.A.A. Sydney (Sydney, Australië)
- I.B.A.A. Chatswood (Chatswood, Australië)
- I.B.A.A. Hurstville (Hurstville, Australië)
- Fo Guang Yuan Gold Coast (Carrara, Australië)
- I.B.C.V. (Melbourne Vihara) (Yarraville, Australië)
- I.B.A.W.A. (Maylands, Australië)
- Fo Guang Shantempel (Auckland)/I.B.T. New Zealand (East Tamaki, North Island, Nieuw-Zeeland)
- Fo Guang Shantempel (Christchurch)/I.B.A. New Zealand (Christchurch, South Island, Nieuw-Zeeland)
- PNG Manjusri Buddhist Centre (Boroko, Port Moresby, Papoea-Nieuw-Guinea)

### Museum
- I.B.C.V. Buddhist Centre Art Museum (Melbourne, Australië)

### Scholen
- University of the West (vroeger: Hsi Lai University)
- Nan Hua University
- Fo Guang University
- Tsung Lin University (vroeger: Tsung Lin Buddhist College)
- Shou Shan Buddhist College
- The Fo Guang Shan Nan Hua Temple African Buddhist Seminary
- Pumen High School
- Jiun Tou Elementary and Junior High School
- Humanities Primary and Junior High School

### Media
- Merit Times
- Buddha's Light Publishing
- Universal Gate Magazine
- Beautiful Life TV (BLTV)